# Zelzal-1
Zelzal-1 ( persa: زلزال-۱, que significa "Terratrèmol-1") és un coet d'artilleria pesada fabricat iranià amb un abast estimat de 160 km. Es creu que és propietat de les Forces Armades iranianes i Hezbollah. El coet va rebre relativament poc ús, però va ser la base del coet d'artilleria Zelzal-2, més reeixit.

## Usuaris
- [2]
- Hezbollah